# Lithurgus
Lithurgus är ett släkte av bin. Lithurgus ingår i familjen buksamlarbin.

## Dottertaxa tillLithurgus, i alfabetisk ordning[1]
- Lithurgus andrewsi
- Lithurgus antilleorum
- Lithurgus apicalis
- Lithurgus atratiformis
- Lithurgus atratus
- Lithurgus australior
- Lithurgus bitorulosus
- Lithurgus bractipes
- Lithurgus cephalotes
- Lithurgus chrysurus
- Lithurgus cognatus
- Lithurgus collaris
- Lithurgus collieri
- Lithurgus cornutus
- Lithurgus echinocacti
- Lithurgus fortis
- Lithurgus gibbosus
- Lithurgus hypoleucus
- Lithurgus illudens
- Lithurgus lissopoda
- Lithurgus listrotus
- Lithurgus littoralis
- Lithurgus magnus
- Lithurgus nigricans
- Lithurgus ogasawarensis
- Lithurgus planifrons
- Lithurgus pullatus
- Lithurgus rubricatus
- Lithurgus rufipes
- Lithurgus rufiventris
- Lithurgus scabrosus
- Lithurgus sparganotes
- Lithurgus spiniferus
- Lithurgus taprobanae
- Lithurgus tibialis
- Lithurgus tiwarii
- Lithurgus unifasciatus
- Lithurgus xishuangense